# Leopold Rzykowski
Leopold Rzykowski, niem. Leopold Johann Nepomuk Freiherr Rzikowsky von Dobrzitz (ur. 10 listopada 1810 w Myślenicach, zm. 30 listopada 1867 w Wiedniu) – marszałek polny porucznik Armii Cesarstwa Austriackiego, komendant Twierdzy Kraków do 1867, polski inżynier wojskowy.

## Życiorys
Pochodził z rodziny urzędniczej. W 1824 rozpoczął naukę na Akademii Inżynieryjnej Wojskowej w Wiedniu, gdzie kształcił się do 1829. Pozostawał następnie do końca życia oficerem armii austriackiej. Pełnił m.in. obowiązki dowódcy korpusu w Krakowie, a w latach 1866-1867 komendanta Twierdzy Kraków. 24 kwietnia 1859 został awansowany na generała majora, a 12 kwietnia 1865 - marszałka polnego porucznika.

## Odznaczenia
Odznaczenia Rzykowskiego to między innymi:
- Komandor Orderu Leopolda
- Kawaler Orderu Leopolda z dekoracją wojenną
- Kawaler Orderu Korony Żelaznej III klasy
- Krzyż Zasługi Wojskowej z dekoracją wojenną
- Order Królewski Korony II klasy (Prusy)
- Order Orła Czerwonego III klasy (Prusy)
- Krzyż Wielki Orderu Zasługi Świętego Michała (Bawaria)
- Krzyż Wielki Orderu Alberta (Saksonia)
- Krzyż Wielki Orderu Fryderyka (Wirtembergia)
- Krzyż Wielki Orderu Korony Dębowej (Luksemburg)
- Krzyż Wielki Orderu Lwa Zeryngeńskiego (Badenia)
- Komandor I klasy Orderu Ludwika (Hesja)
- Komandor II klasy Orderu Zasługi Filipa Wspaniałomyślnego (Hesja)